# Marianela
Marianela é um romance de 1878 pelo escritor espanhol Benito Pérez Galdós. Este é um trabalho que mostra a grandeza de espírito da humanidade, no entanto, poucos são capazes de realizar o escrutínio intenso que faz Galdós, no coração de seus personagens.
Temas e características 
As relações entre o positivismo, o racionalismo ea superstição. Os três são representados pelos personagens de Theodore Golfin, Paul e Nela. 
Descrição pormenorizada da Natureza. 
A complexidade do mundo.
Sinopse 
Marianela, uma jovem órfão e pobre atributos físicos de baixo status social, serve como guia de Pablo, uma posição confortável jovens cegos e social, a quem ela se apaixona. Pablo, que conhecia o mundo somente através das descrições feitas por  Nela e leitura extensiva fez seu pai, Nela votos para que seus sentimentos por ela eram os mesmos. Sob a promessa de uma vida juntos, Nela é entregue para a construção das fantasias mais sincero de viver ao lado de sua amada. 
Golfín Theodore, um médico do mundo que vem para as minas para visitar seu irmão, é apresentada à luz do pai de Paulo como a personificação da Providência: a única esperança que temos de Pablo para restaurar sua visão. Depois de várias vicissitudes, dá pablo, o dom da visão e com ela a esperança de encontrar um mundo cheio de maravilhas. Você tem a capacidade de ver, Paulo acha que ele é encontrado na beleza de seu primo, as mulheres Penàguila florentino que juraram amor eterno. 
Marianela, incapaz de se recuperar do choque que produziu o inevitável desapontamento de seu amado, é entregue à morte desprovida de amor saber quem era sua única razão de viver. Depois de ser resgatado por Theodore Golfín e visto por Pablo, morre em depressão.
Personagens:
Mariana=Marian 
Pablo Penáguilas
Florentina de Penáguilas 
Teodoro Golfín 
Carlos Golfín 
Francisco Penáguilas 
Manuel Penáguilas 
Sra. Ana de Centeno
Sr. Centeno 
Celipín Centeno 
Sofía de Golfín